# Upravna podjela Banovine Hrvatske
Upravna podjela Banovine Hrvatske sprovedena je na nekoliko upravnih razina. Najniže razine bile su općine i gradovi, koji su bili na istoj razini. Višu razini od općine i gradova predstavljali su kotari.